# Чаваррия, Карлос
Карлос Альберто Чаваррия Родригес (исп. Carlos Alberto Chavarria Rodriguez; 2 мая 1994, Эстели, Никарагуа) — никарагуанский футболист, нападающий клуба «Реал Эстели» и сборной Никарагуа.

## Клубная карьера
Воспитанник одного из сильнейших клубов страны «Реал Эстели». В 19 лет Чаваррия дебютировал за него. Вместе с ним нападающий неоднократно побеждал в чемпионате Никарагуа. В 2016 году Чаввария переехал в испанскую команду низшей лиги «Алькобендас Спорт», однако за неё он не провёл ни одной игры.
В 2017 году форвард вернулся в «Реал Эстели».

## Карьера в сборной
Чаваррия дебютировал за сборную Никарагуа в 2013 году. Со временем он стал одним из её ведущих футболистов. В 2017 году нападающий попал в заявку национальной команды на Золотой кубок КОНКАКАФ в США. На турнире он стал автором единственного гола своей сборной. Это произошло 12 июля во втором матче против Панамы. В поединке никарагуанцы вели в счёте, но потерпели поражение со счётом 1:2.
Чаваррия был включён в состав сборной Никарагуа на Золотой кубок КОНКАКАФ 2019. Однако после первого матча он, Карлос Монтенегро и Марлон Лопес были исключены из состава сборной из-за нарушения дисциплины.

## Достижения
- Чемпион Никарагуа (4): 2013, 2014, 2015, 2016.